# Relaciones España-Kurdistán iraquí
Las relaciones España-Kurdistán iraquí son las relaciones bilaterales entre España y la región del Kurdistán iraquí. La región del Kurdistán está representada en España a través de una representación en Madrid desde 2010, mientras que España no tiene representación en la región de Kurdistán. Cuando se abrió la representación kurda en Madrid, el representante Daban Shadala declaró que sus actividades se centraron principalmente en generar confianza, amistad y amistad entre las dos partes. Estos objetivos se lograron de acuerdo con Shadala y el ministro de Asuntos Exteriores español José Manuel García-Margallo sostuvo una reunión con el Viceprimer Ministro del Kurdistán Emad Ahmad que resultó en la apertura de un consulado honorario español en Erbil .
En 2014, el presidente kurdo Masoud Barzani declaró que Kurdistán valora sus relaciones con España. Sin embargo, España ha tenido una política cuidadosa hacia la región kurda ya que no quieren fomentar el separatismo kurdo, ya que tienen sus propias cuestiones separatistas.
En enero de 2014, Shadala expresó que las relaciones económicas entre los dos eran mínimas con solo unas pocas empresas españolas presentes en la región. En agosto del mismo año, después de la invasión de ISIS en Irak el ministro de Relaciones Exteriores García-Margallo declaró que el apoyo militar de España a la región del Kurdistán siempre estaría con el gobierno central de Irak consentimiento. Más tarde se informó que España evitó ayudar a las fuerzas kurdas. El gobierno español rechazó el Kurdish referéndum de independencia que tendrá lugar en septiembre de 2017.

## Relaciones Cataluña-Kurdistán
Después del referéndum de independencia del Kurdistán en septiembre de 2017, el presidente catalán Carles Puigdemont felicitó a las autoridades kurdas por el referéndum. Artur Mas, líder del Partido Demócrata Europeo Catalán y expresidente de Cataluña también dijo que apoyaba la apuesta de Kurdistán por la independencia y aplaudió el liderazgo de Kurdistán por "defender la democracia". El Ministro de Asuntos Exteriores kurdo Falah Mustafa Bakir visitó Cataluña en mayo de 2017 para fortalecer las relaciones bilaterales entre Kurdistán y Cataluña. Durante el viaje, se reunió con la Presidenta del Parlamento catalán Carme Forcadell y con Josep Lluís Alay también. Durante su reunión, Forcadell declaró que Cataluña apoyaba el derecho de autodeterminación del Kurdistán y también expresó su gratitud a Peshmerga por derrotar al ISIS y el papel desempeñado por la Región del Kurdistán para asegurar la estabilidad y albergar a un gran número de personas desplazadas.